# 社会科学研究会
社会科学研究会（しゃかいかがくけんきゅうかい）とは、主に大学で結成されるマルクス主義の研究サークルである。社会科学とは、狭義では科学的社会主義ことマルクス主義のことを指す。略称は「社研」（しゃけん）。研究のみならず、声明の発表やキャンパス内での演説など、行動的活動を伴うこともある。
社会科学研究会は、党派によって系列化されているのが普通である。マルクス主義の理論の解釈の違いが、党派の違いを生んでいるからである。例えば、早稲田大学では、文化団体連合会に所属する革マル派系の社研と、文化団体連合会非加盟を売り物にする民青系の社研とが、並存する。
全国組織として戦前は学生連合会、戦後は全国学生社会科学系研究会連絡会議」（全国社研連）がある。